# ネコ語
ネコ語（ネコご、Neko）は、パプアニューギニアのマダン州で話されており、そこに住む人々のうち、ほぼ全員が母語としている言語である。

## 概要
ネコ語の母語話者は、パプアニューギニアの公用語の一つであるトク・ピシンを混ぜながら話す傾向にある。

## 音韻

### 母音[1]
|      | 前舌 | 中央 | 後舌 |
| ---- | ---- | ---- | ---- |
| 狭   | [i]  |      | [u]  |
| 中央 | [e]  |      | [o]  |
| 広   | [a]  | [ə]  |      |